# Prins Hendrikhof (Den Haag)
De Prins Hendrikhof is een hofje in het Zeeheldenkwartier in Den Haag.
Een open poort aan de Prins Hendrikstraat 55 geeft toegang tot een hofje uit 1887, gebouwd door J.H.L. Nieuwmeijer. Het bestaat uit twee rijen van vijftien huizen die tegenover elkaar staan en ieder een eigen voortuintje hebben. 
Zes huisjes hebben enkele jaren een bedrijfsfunctie gehad. In 1913 werden de eerste vier huisjes aan de rechterkant bij elkaar getrokken door de vijf jaar oude NV Electrische Drukkerij De Atlas, die van de Dunne Bierkade naar de Prins Hendrikstraat 53 verhuisde. In 1916 trokken ze de twee woningen ernaast ook erbij. Na 1981 werden vijf huisjes verbouwd, waarna ze weer bewoond werden. Het zesde huisje is nu opslag. In het pand van de oude drukkerij is nu een restaurant. 

De huisjes bestaan uit een benedenkamer met alkoof, een bovenverdieping met twee kamertjes, en een uitbouw met keuken. De huizen aan de Prins Hendrikstraat werden in 1879 gebouwd. De naam van het hofje verwijst naar Hendrik der Nederlanden, zoon van Koning Willem II.